# Panoramaweg Baden-Baden
Der Panoramaweg ist ein knapp 45 km langer Rundwanderweg, der um die Stadt Baden-Baden im Land Baden-Württemberg führt. Er wurde im Jahr 1997 von der Stadt neu gestaltet und 2019 in seiner Streckenführung noch einmal angepasst, um weitere Sehenswürdigkeiten der Stadt und Ausblickspunkte zu integrieren. Die Stadt hat den Weg in vier Abschnitte unterteilt, die eine Länge zwischen acht und vierzehn Kilometern aufweisen.

## Strecke

### 1. Etappe: Kurhaus – Bergbahnstation im Merkurwald

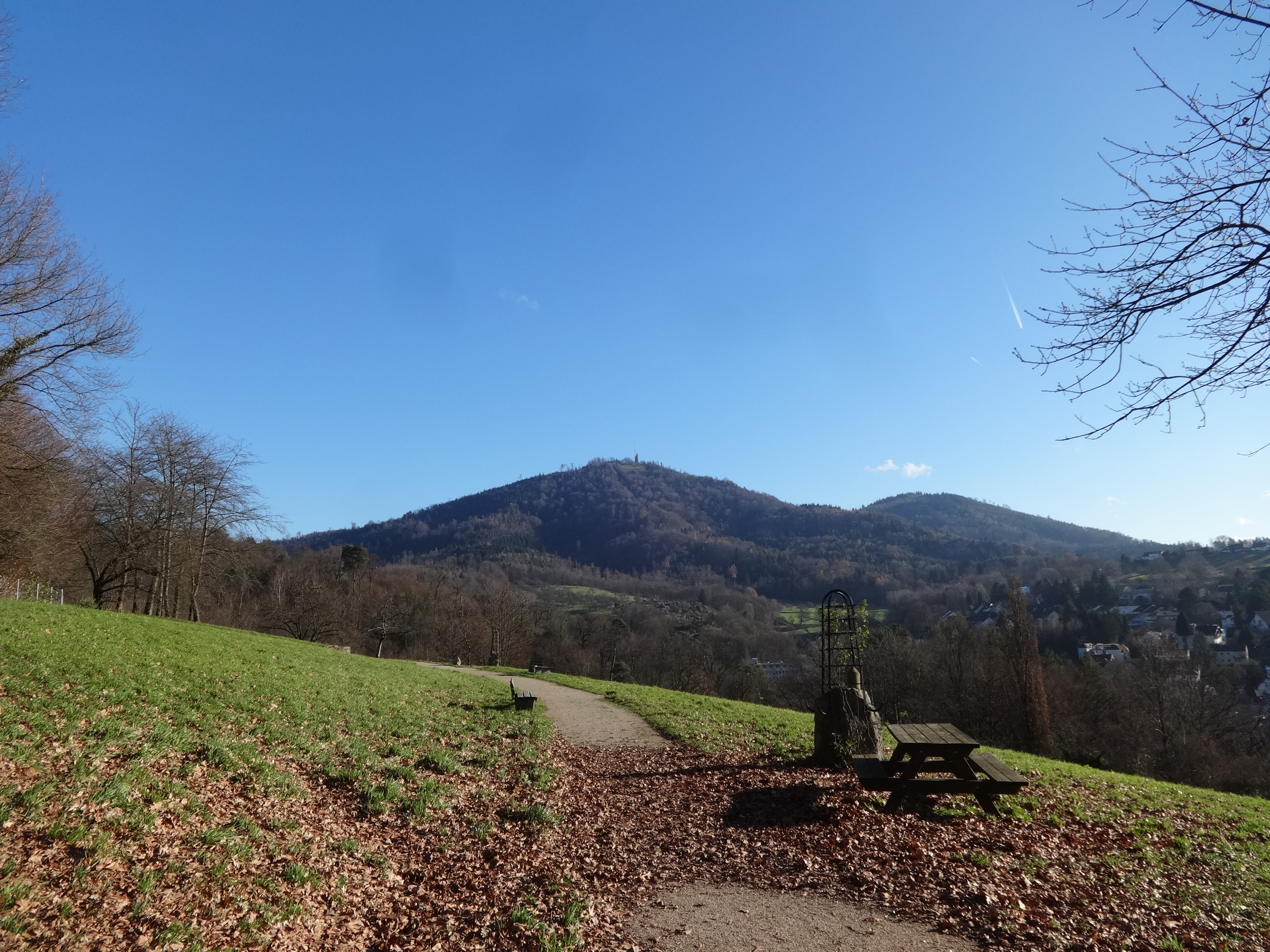
Blick auf den Merkur

Bis 2018 begann die erste Etappe des Panoramawegs an der Bernharduskirche und hatte eine Länge von ca. 6,4 km. Seit Frühjahr 2019 startet die Wanderung zentral in der Altstadt – am Kurhaus – und umfasst eine Länge von 9,4 km.
Die Strecke führt in ihrem Verlauf zunächst zur nahe dem Kurhaus gelegenen Trinkhalle und durch die Altstadtgassen von Baden-Baden. Vorbei an den historischen Relikten des römischen Bäderviertels führt der Weg vorbei an der katholischen Stiftskirche  zum „Florentinerberg“ und schließlich zum Aussichtsplatz oberhalb des Klosters zum Heiligen Grab. Über das ehemalige Gartenschaugelände geht es dann durch Obstwiesen hinauf zur „Hungerberghütte“. Von dort führt der Weg über die einsam gelegene „Sophienruhe“ weiter den Berg hinauf zum „Alten Schloss“ (Schloss Hohenbaden). Vom "Alten Schloss" führt die Etappe dann weiter auf dem oberen Felsenweg vorbei an den Felstürmen des berühmten Kletter- und Naturschutzgebietes Battert. Über die „Engelskanzel“ und die „Teufelskanzel“ mit Aussichtspunkten führt die Wanderung  weiter zur Talstation der Merkurbergbahn. Hier endet die erste von vier Etappen.

### 2. Etappe: Merkurbergbahn – Forellenhof

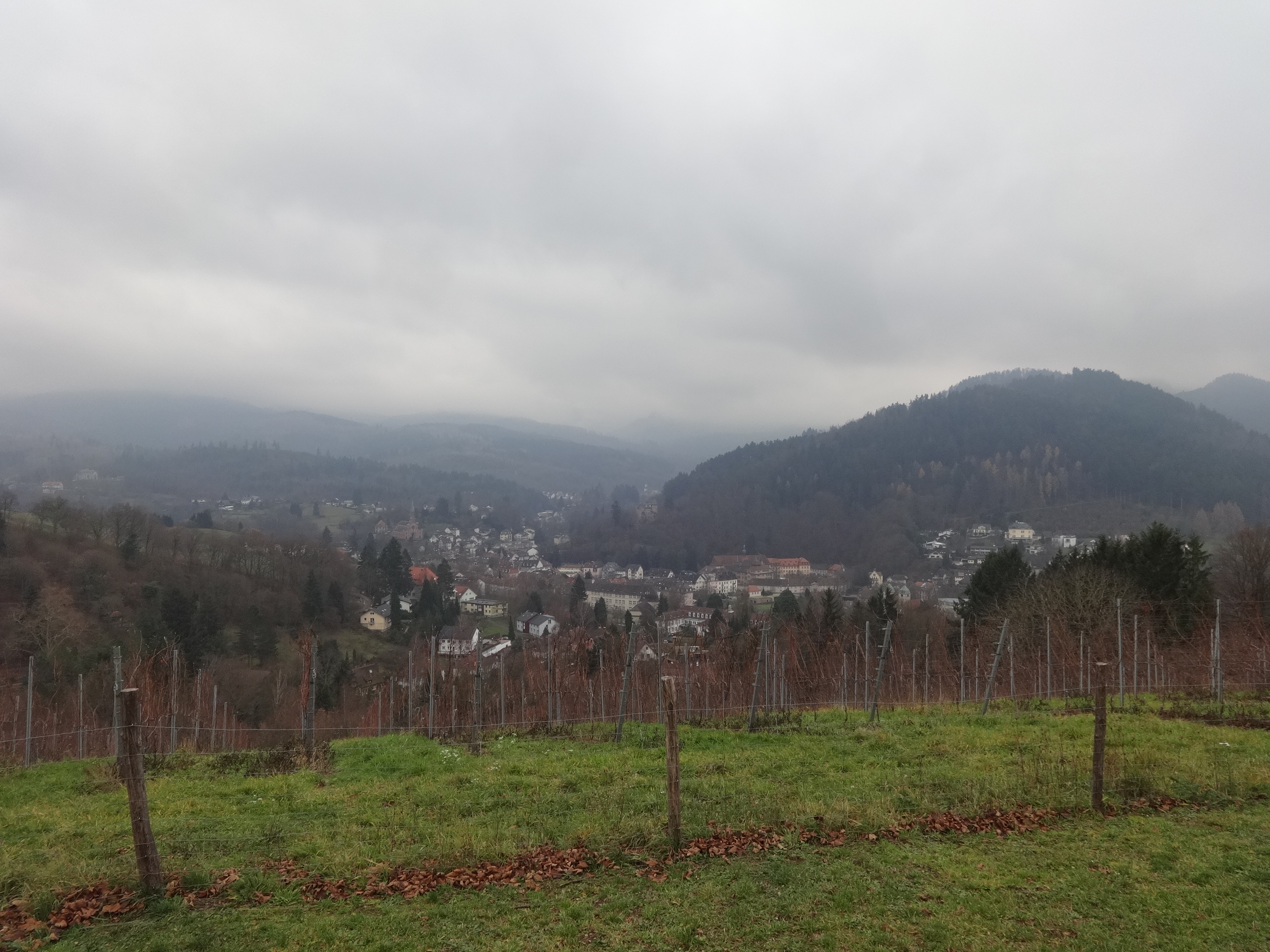
Blick auf Lichtental

Auf rund 8 Kilometern führt der Weg in südlicher Richtung zunächst an der Liegewiese Häslichmatte und steigt von dort in nordöstlicher Richtung bis zu einem Wildgehege leicht an. Der Weg passiert historische Eckhöfe und zieht sich dann über den Höhenzug des "Eckberges", der eine Aussicht auf Baden-Baden mit dem Kloster Lichtental ermöglicht. An diesem Wegabschnitt ist ein Abstecher zur Marienkapelle möglich. An den Eckhöfen vorbei führt er zunächst in östlicher und schließlich in südlicher Richtung zu einem Arboretum, hinter dem sich ein Blick in das Geroldsauer Tal bis zur Badener Höhe erschließt. Von dort geht es bergab zum Haimbach ins Pfrimmersbachtal (Naturschutzgebiet Sauersbosch, Pfrimmersbach- und Märzenbachtal) zu einem weiteren Aussichtspunkt. Er durchquert dabei die Hangterrassen, auf denen zu einer früheren Zeit noch Ackerbau betrieben wurde und die dabei prägend für das Landschaftsbild wurden. Über das Märzenbachtal geht es über den Horlochweg zum Lerchenberg hinauf, um anschließend in südlicher Richtung hinter einer Schafweide den Berg hinab zu führen. Der Weg endet an den Weiheranlagen des einstigen „Forellenhof“, der durch eine Fernsehserie des SDR einst Berühmtheit erlangte.

### 3. Etappe: Forellenhof – Geroldsauer Mühle

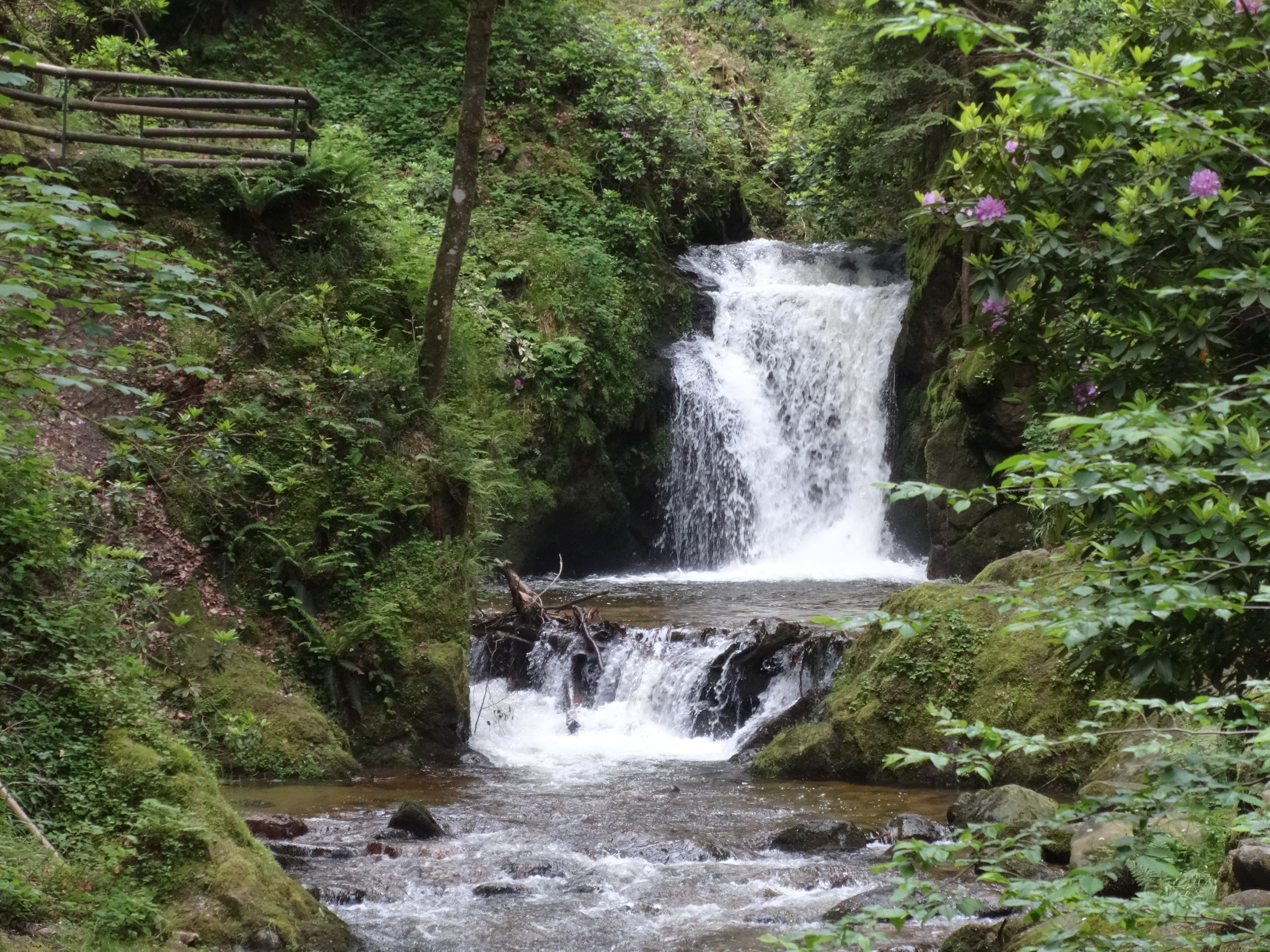
Geroldsauer Wasserfall

Die dritte Etappe startet an der KVV-Haltestelle "Forellenhof/Fischkultur" und hat eine Länge von 14,2 km – damit ist dies der längste Abschnitt des Panoramawegs. Dort befindet sich ein Landhotel, das Schauplatz der achtteiligen, vom Südwestfunk in Schwarzweiß gedrehten Fernsehserie Der Forellenhof aus dem Jahr 1965 war.  Die Etappe führt rund um den Baden-Badener Stadtteil Geroldsau.
Über die Oos erfolgt ein Anstieg in südlicher Richtung bis zum Waldrand, der einen Blick über Oberbeuern, bei gutem Wetter bis zu den Nordvogesen ermöglicht. Über den Klosterboschfußweg führt der Weg zur Bußackerhütte, um anschließend in nördlicher Richtung über die Mannlichsbrunnengasse nach Seelach hinabzuführen. Von dort geht es in südwestlicher Richtung den Obersten Berg hinauf, um danach das Übelsbachtal zu durchqueren. Ein weiterer Anstieg führt in das Geroldsauer Tal mit einem weiteren Aussichtspunkt, dem Narrenstein. Von dort verläuft der Weg entlang des Grobbachs im Grobbachtal zum Geroldsauer Wasserfall und schließlich über die Schwarzwaldhochstraße zum Waldparkplatz Malschbach. Hier gibt es eine Bushaltestelle der KVV – für alle Wanderer, die den Weg jetzt schon verlassen wollen.
Nach der Überquerung des Schwarzwaldhochstraße am Waldparkplatz schlängelt sich der „Panoramaweg“ im Anschluss zwischen Wiesen und Obstbäumen zum höher gelegenen Stadtwald über dem Geroldsauer Tal empor.  Touren-Ende ist schließlich im Tal an der „Geroldsauer Mühle“, einem Ausflugslokal.

### 4. Etappe: Geroldsauer Mühle – Trinkhalle

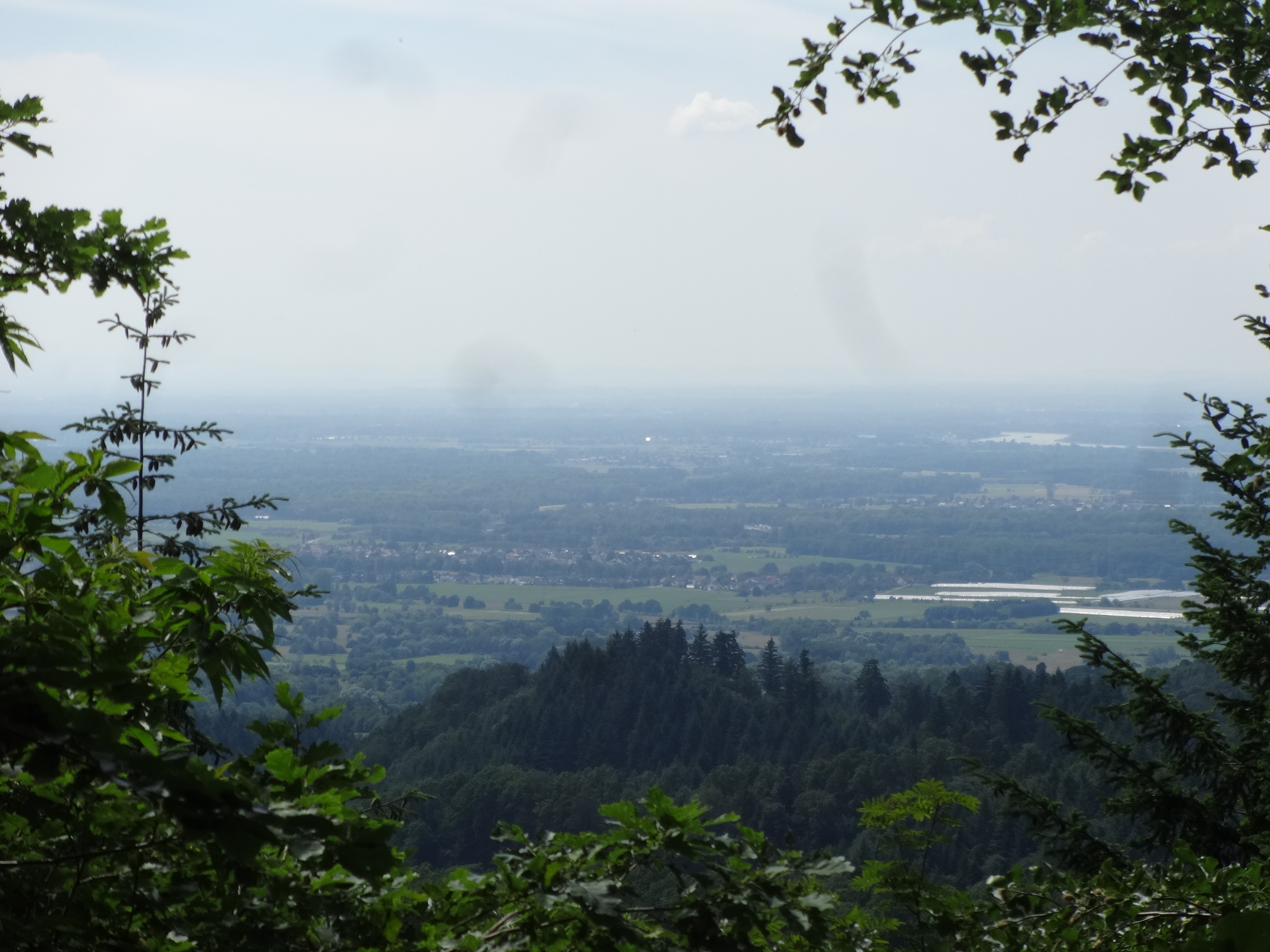
Blick in die Rheinebene

Die vierte und mit 13,2 Kilometern zweitlängste Etappe führt von der Geroldsauer Mühle zurück in die Baden-Badener Altstadt. Über die Schutzhütte „Gelbe Eiche“ erreicht der Wanderer zunächst auf Waldwegen den exponierten „Louisfelsen“, eines bekannten Aussichtspunkt mit Blick auf Baden-Baden, den Rhein und bis tief nach Frankreich. Über die "Lache" hinweg und am „Pfeifersfels“ vorbei führt der „Panoramaweg“ den Wanderer dann zum „Waldhaus Batschari“. Von hier ist es nicht weit zum „Korbmattfelsen“ mit einem weiteren Aussichtspunkt. Im Anschluss führt der Weg die Wanderer zurück ins Umfeld der Stadt. Er passiert hierbei seit 2019 den Rosenneuheitgengarten auf dem Beutig und die "Stourdza-Kapelle" oberhalb der Altstadt. Bergab führt die Etappe dann durch den Kurpark zurück zum Ausgangspunkt des Rundweges – dem Kurhaus.

## Zertifizierung und Auszeichnungen
Der Wanderweg wurde im Jahr 2004 vom Deutschen Tourismusverband als „schönster Wanderweg“ ausgezeichnet. Das Deutsche Wanderinstitut führt den Panoramaweg als Premiumwanderweg. Nach einer Umgestaltung im Jahr 2019 wurde er vom Wandermagazin als „Deutschlands schönster Wanderweg 2020“ in der Kategorie „Mehrtagestouren“ ausgezeichnet.